# Pietro Santi Bartoli

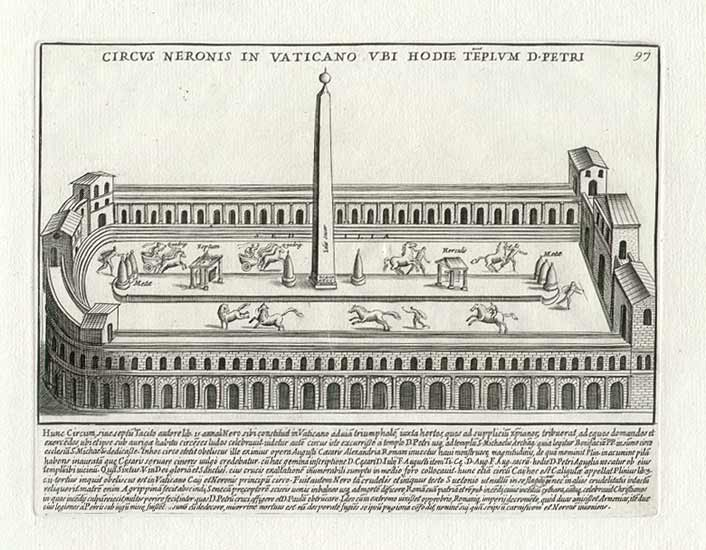
Pietro Santi Bartoli: Gravyr av Neros cirkus, 1699.

Pietro Santi Bartoli, även kallad Perugino, född 1635 och död 1700 var en italiensk målare och kopparstickare.
Bartoli var elev till Nicolas Poussin, vilken han kopierade. Bartoli utförde ett stort antal stick (1126 blad) efter antika monument av stort arkeologiskt värde. Han var antikvarie hos drottning Kristina i Rom. Bartoli är representerad vid bland annat Nationalmuseum.